# Palazzo Contarini
Palazzo Contarini Dal Zaffo, más néven Palazzo Contarini Polignac egy palota Velencében, a Dorsoduro kerületben. A Canal Grandéra néz, az Accademia híd és a Palazzo Barbarigo közötti területen, a Palazzo Brandolin Rota és a Palazzo Balbi Valier között.

## Eredete
Az épület megrendelője nem ismert, gyakran Giovanni Buorának (vagy Mauro Codussinak vagy Pietro Lombardónak) tulajdonítják. Az építész, akit megalkotásakor a lombard stílus ihletett meg, a Ca' Darióval együtt bemutatja nekünk a reneszánsz építészet első példáját a lagúnavárosban, a tizenötödik század második felére tehető.

## Története
A Contarini dal Zaffo család, amelyről a Cannaregióban található azonos nevű palota híres, 1562 és 1582 között átalakította ki, anélkül, hogy a külsején változtatott volna. A név a család egy tagjának, Giorgio Contarininak köszönhető, aki Jaffa grófja volt Palesztinában. 1758-tól kezdve a palota több gazdag családhoz került: először a Manzoniakhoz, majd az Angaranokhoz és a Polignacokhoz. Ez utóbbi családról kapta a palota a Contarini Polignac nevet: amikor Polignac hercegnőjének rezidenciája volt, egy nagy szellemi szalon helyszínévé vált, amely a művészetek (főleg a zene) területén olyan jelentős személyiségeket fogadott, mint Igor Stravinsky.
Ma is a Polignac család tulajdonában van. 2004 és 2007 között restaurálták.

## Építészet
A tipikusan reneszánsz homlokzatot, három szinten, teljes egészében finom márvány borítja, amely egyedi polikrómiát rajzolva különleges szépséget kölcsönöz neki. A bizánci művészet, a reneszánsz elemek és a toszkán mátrixkomponensek által ihletett formák keverékeként jelenik meg, így létrehozva egy olyan egyesítő keretet, amelynek komolyságát és kecsességét még John Ruskin is nagyra értékelte, annak ellenére, hogy ellenzi a gótikus építészet formáinak anakronisztikus elutasítását, s kész utat engedni a reneszánsz formáknak.
A szerkezet minden bizonnyal egy korábbi, bizánci eredetű épületen áll, amelyből csak az ablakok formája és a homlokzatot gazdagító kerek díszítések maradtak meg. Két nemesemelet van, mindkettő azonos sémával, középen egy kerek ötnyílású ablak és két-két egylándzsás ablak látható, mindegyik polikróm körmintával díszített keretben. Szintén a földszinten a nyílások lekerekítettek, összesen hat egylándzsás ablak plusz a portál, amely középen helyezkedik el és közvetlen hozzáférést biztosít a csatornához.
Az épület jobb oldala a Palazzo Brandolin Rotán osztozik, míg a bal oldalon egy gyönyörű homlokzat található, a második emeleten háromnyílású ablak, az első emeleten pedig egy fedett terasz található, amely a Canal Grandéra néző. Palazzo Balbi Valierrel határos kertre nyílik. Az épület hátulján többnyílású ablakos, kútszegéllyel gazdagított udvarra néz. 
Bár a homlokzat az igazi remekmű, amelynél fontos a szerkezet, a belső teret is meg kell említeni: valójában Giandomenico Tiepolo által készített, jó állapotú freskók, valamint igen tekintélyes termek találhatók.

## Érdekességek

Palazzo Contarini, Velence, Claude Monet, jelenleg a St. Gallen Művészeti Múzeumban található

Gazdag hírességek fogadásaira bérbeadják, pl. Thomas Jane színész Patricia Arquette-et 2006. június 25-én itt vette feleségül.
Claude Monet 1908-as festménye ábrázolja az épület homlokzatát (a Ca' Dariót és a Palazzo Da Mula Morosinit is megfestette az impresszionista festő).

## Fordítás
- Ez a szócikk részben vagy egészben  a   Palazzo Contarini Dal Zaffo (Dorsoduro) című olasz Wikipédia-szócikk ezen változatának fordításán alapul.  Az eredeti cikk szerkesztőit annak laptörténete sorolja fel. Ez a jelzés csupán a megfogalmazás eredetét és a szerzői jogokat jelzi, nem szolgál a cikkben szereplő információk forrásmegjelöléseként.

## Bibliográfia
- I Palazzi di Venezia. Roma: Newton & Compton. ISBN 978-88-541-0820-2
- Marcello Brusegan. La grande guida dei monumenti di Venezia. Róma, Newton & Compton, Róma, 2005 ISBN 88-541-0475-2
- Guida d'Italia – Venezia. 3. kiadás, Touring Editore, Milánó, 2007 ISBN 978-88-365-4347-2